# Список призёров Олимпийских игр по лёгкой атлетике (женщины)
Список призёров Олимпийских игр по лёгкой атлетике среди женщин.

## Текущая программа

### Бег на 100 метров
| Игры                              | Золото                         | Серебро                                        | Бронза                               |
| 1928 Амстердам см. подробнее      | Бетти Робинсон США             | Фанни Розенфельд Канада                        | Этель Смит Канада                    |
| 1932 Лос-Анджелес см. подробнее   | Станислава Валасевич Польша    | Хильда Страйк Канада                           | Вильгельмина фон Бремен США          |
| 1936 Берлин см. подробнее         | Хелен Стивенс США              | Станислава Валасевич Польша                    | Кате Краус Германия                  |
| 1948 Лондон см. подробнее         | Фанни Бланкерс-Кун Нидерланды  | Дороти Мэнли Великобритания                    | Ширли Стрикленд Австралия            |
| 1952 Хельсинки см. подробнее      | Марджори Джексон Австралия     | Дафни Хасеньягер ЮАС                           | Ширли Стрикленд Австралия            |
| 1956 Мельбурн см. подробнее       | Бетти Катберт Австралия        | Криста Штубник Объединённая германская команда | Мэрлин Мэтьюc Австралия              |
| 1960 Рим см. подробнее            | Вильма Рудольф США             | Дороти Хайман Великобритания                   | Джузеппина Леоне Италия              |
| 1964 Токио см. подробнее          | Вайомия Тайес США              | Эдит Макгуайр США                              | Ева Клобуковская Польша              |
| 1968 Мехико см. подробнее         | Вайомия Тайес США              | Барбара Феррелл США                            | Ирена Шевиньская Польша              |
| 1972 Мюнхен см. подробнее         | Ренете Штехер ГДР              | Рейлин Бойл Австралия                          | Сильвия Чивас Куба                   |
| 1976 Монреаль см. подробнее       | Аннегрет Рихтер ФРГ            | Ренете Штехер ГДР                              | Инге Хельтен ФРГ                     |
| 1980 Москва см. подробнее         | Людмила Кондратьева СССР       | Марлис Гёр ГДР                                 | Ингрид Ауэрсвальд ГДР                |
| 1984 Лос-Анджелес см. подробнее   | Эвелин Эшфорд США              | Элис Браун США                                 | Мерлин Отти Ямайка                   |
| 1988 Сеул см. подробнее           | Флоренс Гриффит-Джойнер США    | Эвелин Эшфорд США                              | Хайке Дауте ГДР                      |
| 1992 Барселона см. подробнее      | Гейл Диверс США                | Джульет Катберт Ямайка                         | Ирина Привалова Объединённая команда |
| 1996 Атланта см. подробнее        | Гейл Диверс США                | Мерлин Отти Ямайка                             | Гвен Торренс США                     |
| 2000 Сидней см. подробнее         | вакантно                       | Екатерина Тану (GRE)                           | Мерлин Отти Ямайка                   |
| 2000 Сидней см. подробнее         | вакантно                       | Тейна Лоуренс (JAM)                            | Мерлин Отти Ямайка                   |
| 2004 Афины см. подробнее          | Юлия Нестеренко Беларусь       | Лорин Уильямс США                              | Вероника Кэмпбелл Ямайка             |
| 2008 Пекин см. подробнее          | Шелли-Энн Фрейзер Ямайка       | Шерон Симпсон (JAM)                            | не вручалась                         |
| 2008 Пекин см. подробнее          | Шелли-Энн Фрейзер Ямайка       | Керрон Стюарт (JAM)                            | не вручалась                         |
| 2012 Лондон см. подробнее         | Шэлли-Энн Фрейзер-Прайс Ямайка | Кармелита Джетер США                           | Вероника Кэмпбелл-Браун Ямайка       |
| 2016 Рио-де-Жанейро см. подробнее | Элейн Томпсон Ямайка           | Тори Боуи США                                  | Шелли-Энн Фрейзер-Прайс Ямайка       |
| 2020 Токио см. подробнее          | Элейн Томпсон-Хера Ямайка      | Шелли-Энн Фрейзер-Прайс Ямайка                 | Шерика Джексон Ямайка                |
| 2024 Париж см. подробнее          | Жюльен Альфред Сент-Люсия      | Ша’Карри Ричардсон США                         | Мелисса Джефферсон США               |

### Бег на 200 метров
| Игры                              | Золото                                | Серебро                                        | Бронза                                    |
| 1948 Лондон см. подробнее         | Фанни Бланкерс-Кун Нидерланды         | Одри Уильямсон Великобритания                  | Одри Паттерсон США                        |
| 1952 Хельсинки см. подробнее      | Марджори Джексон Австралия            | Берта Браувер Нидерланды                       | Надежда Хныкина СССР                      |
| 1956 Мельбурн см. подробнее       | Бетти Катберт Австралия               | Криста Штубник Объединённая германская команда | Мэрлин Мэтьюc Австралия                   |
| 1960 Рим см. подробнее            | Вильма Рудольф США                    | Ютта Хайне Германия                            | Дороти Хайман Великобритания              |
| 1964 Токио см. подробнее          | Эдит Макгуайр США                     | Ирена Киршенштейн Польша                       | Мэрилин Блэк Австралия                    |
| 1968 Мехико см. подробнее         | Ирена Киршенштейн Польша              | Рейлин Бойл Австралия                          | Дженни Лами Австралия                     |
| 1972 Мюнхен см. подробнее         | Ренате Штехер ГДР                     | Рейлин Бойл Австралия                          | Ирена Киршенштейн Польша                  |
| 1976 Монреаль см. подробнее       | Барбель Вёккель ГДР                   | Аннегрет Рихтер ФРГ                            | Ренате Штехер ГДР                         |
| 1980 Москва см. подробнее         | Бербель Вёккель ГДР                   | Наталья Бочина СССР                            | Мерлин Отти Ямайка                        |
| 1984 Лос-Анджелес см. подробнее   | Валери Бриско-Хукс США                | Флоренс Гриффит США                            | Мерлин Отти Ямайка                        |
| 1988 Сеул см. подробнее           | Флоренс Гриффит-Джойнер США           | Грейс Джексон Ямайка                           | Хайке Дауте ГДР                           |
| 1992 Барселона см. подробнее      | Гвен Торренс США                      | Джульет Катберт Ямайка                         | Мерлин Отти Ямайка                        |
| 1996 Атланта см. подробнее        | Мари-Жозе Перек Франция               | Мерлин Отти Ямайка                             | Мэри Оньяли Нигерия                       |
| 2000 Сидней см. подробнее         | Полин Дэвис-Томпсон Багамские Острова | Сусантика Джаясингх Шри-Ланка                  | Беверли Макдональд Ямайка                 |
| 2004 Афины см. подробнее          | Вероника Кэмпбелл Ямайка              | Эллисон Феликс США                             | Дебби Фергюсон-Маккензи Багамские Острова |
| 2008 Пекин см. подробнее          | Вероника Кэмпбелл-Браун Ямайка        | Эллисон Феликс США                             | Керрон Стюарт Ямайка                      |
| 2012 Лондон см. подробнее         | Эллисон Феликс США                    | Шэлли-Энн Фрейзер-Прайс Ямайка                 | Кармелита Джетер США                      |
| 2016 Рио-де-Жанейро см. подробнее | Элейн Томпсон Ямайка                  | Дафне Схипперс Нидерланды                      | Тори Боуи США                             |
| 2020 Токио см. подробнее          | Элейн Томпсон-Хера Ямайка             | Кристин Мбома Намибия                          | Габриэль Томас США                        |
| 2024 Париж см. подробнее          | Габриэль Томас США                    | Жюльен Альфред Сент-Люсия                      | Бриттани Браун США                        |

### Бег на 400 метров
| Игры                              | Золото                      | Серебро                   | Бронза                  |
| 1964 Токио см. подробнее          | Бетти Катберт (AUS)         | Энн Пакер (GBR)           | Джудит Эмур (AUS)       |
| 1968 Мехико см. подробнее         | Колетт Бессон (FRA)         | Лиллиан Борд (GBR)        | Наталья Печёнкина (URS) |
| 1972 Мюнхен см. подробнее         | Моника Церт (GDR)           | Рита Вильден (FRG)        | Кэти Хэммонд (USA)      |
| 1976 Монреаль см. подробнее       | Ирена Шевиньская (POL)      | Кристина Латан (GDR)      | Эллен Штрайдт (GDR)     |
| 1980 Москва см. подробнее         | Марита Кох (GDR)            | Ярмила Кратохвилова (TCH) | Кристина Латан (GDR)    |
| 1984 Лос-Анджелес см. подробнее   | Валери Бриско-Хукс (USA)    | Чандра Чизборо (USA)      | Кэти Смоллвуд-Кук (GBR) |
| 1988 Сеул см. подробнее           | Ольга Брызгина (URS)        | Петра Мюллер (GDR)        | Ольга Назарова (URS)    |
| 1992 Барселона см. подробнее      | Мари-Жозе Перек (FRA)       | Ольга Брызгина (EUN)      | Химена Рестрепо (COL)   |
| 1996 Атланта см. подробнее        | Мари-Жозе Перек (FRA)       | Кэти Фримен (AUS)         | Фалилат Огункойя (NGR)  |
| 2000 Сидней см. подробнее         | Кэти Фримен (AUS)           | Лоррейн Фентон (JAM)      | Кэтрин Мерри (GBR)      |
| 2004 Афины см. подробнее          | Тоник Уильямс-Дарлинг (BAH) | Ана Гевара (MEX)          | Наталья Антюх (RUS)     |
| 2008 Пекин см. подробнее          | Кристин Охуруогу (GBR)      | Шерика Уильямс (JAM)      | Саня Ричардс (USA)      |
| 2012 Лондон см. подробнее         | Саня Ричардс-Росс (USA)     | Кристин Охуруогу (GBR)    | Диди Троттер (USA)      |
| 2016 Рио-де-Жанейро см. подробнее | Шона Миллер (BAH)           | Эллисон Феликс (USA)      | Шерика Джексон (JAM)    |
| 2020 Токио см. подробнее          | Шона Миллер-Уйбо (BAH)      | Марилейди Паулино (DOM)   | Эллисон Феликс (USA)    |
| 2024 Париж см. подробнее          | Марилейди Паулино (DOM)     | Сальва Эйд Насер (BRN)    | Наталья Качмарек (POL)  |

### Бег на 800 метров
| Игры                              | Золото                                            | Серебро                                           | Бронза                                            |
| 1928 Амстердам см. подробнее      | Каролина Радке Германия                           | Кинуэ Хитоми Япония                               | Инга Генцель Швеция                               |
| 1932—1956                         | Дисциплина не входила в программу Олимпийских игр | Дисциплина не входила в программу Олимпийских игр | Дисциплина не входила в программу Олимпийских игр |
| 1960 Рим см. подробнее            | Лысенко, Людмила СССР                             | Бренда Джонс Австралия                            | Урсула Донат Объединённая германская команда      |
| 1964 Токио см. подробнее          | Энн Пакер Великобритания                          | Маривон Дупурё Франция                            | Марайз Чемберлен Новая Зеландия                   |
| 1968 Мехико см. подробнее         | Мэделин Мэннинг США                               | Иляна Силай Румыния                               | Миа Гоммерс Нидерланды                            |
| 1972 Мюнхен см. подробнее         | Хильдегард Фальк ФРГ                              | Ниёле Сабайте СССР                                | Гунхильда Хоффмайстер ГДР                         |
| 1976 Монреаль см. подробнее       | Татьяна Казанкина СССР                            | Николина Штерева Болгария                         | Элфи Зинн ГДР                                     |
| 1980 Москва см. подробнее         | Надежда Олизаренко СССР                           | Ольга Минеева СССР                                | Татьяна Провидохина СССР                          |
| 1984 Лос-Анджелес см. подробнее   | Дойна Мелинте Румыния                             | Ким Галлахер США                                  | Фита Ловин Румыния                                |
| 1988 Сеул см. подробнее           | Зигрун Водарс ГДР                                 | Кристин Вахтель ГДР                               | Ким Галлахер США                                  |
| 1992 Барселона см. подробнее      | Эллен ван Ланген Нидерланды                       | Лилия Нурутдинова Объединённая команда            | Ана Фиделия Кирот Куба                            |
| 1996 Атланта см. подробнее        | Светлана Мастеркова Россия                        | Ана Фиделия Кирот Куба                            | Мария Мутола Мозамбик                             |
| 2000 Сидней см. подробнее         | Мария Мутола Мозамбик                             | Штефани Граф Австрия                              | Келли Холмс Великобритания                        |
| 2004 Афины см. подробнее          | Келли Холмс Великобритания                        | Хасна Бенхасси Марокко                            | Иоланда Чеплак Словения                           |
| 2008 Пекин см. подробнее          | Памела Джелимо Кения                              | Джанет Джепкосгеи Кения                           | Хасна Бенхасси Марокко                            |
| 2012 Лондон см. подробнее         | Кастер Семеня ЮАР                                 | Екатерина Поистогова Россия                       | Памела Джелимо Кения                              |
| 2016 Рио-де-Жанейро см. подробнее | Кастер Семеня ЮАР                                 | Франсина Нийонсаба Бурунди                        | Маргарет Вамбуи Кения                             |
| 2020 Токио см. подробнее          | Атинг Му США                                      | Кили Ходжкинсон Великобритания                    | Рэйвин Роджерс США                                |
| 2024 Париж см. подробнее          | Кили Ходжкинсон Великобритания                    | Циге Дугума Эфиопия                               | Мэри Мораа Кения                                  |

### Бег на 1500 метров
| Игры                              | Золото                    | Серебро                    | Бронза                   |
| 1972 Мюнхен см. подробнее         | Людмила Брагина (URS)     | Гунхильд Хоффмайстер (GDR) | Паола Пиньи (ITA)        |
| 1976 Монреаль см. подробнее       | Татьяна Казанкина (URS)   | Гунхильд Хоффмайстер (GDR) | Ульрика Брунс (GDR)      |
| 1980 Москва см. подробнее         | Татьяна Казанкина (URS)   | Кристиане Вартенберг (GDR) | Надежда Олизаренко (URS) |
| 1984 Лос-Анджелес см. подробнее   | Габриэлла Дорио (ITA)     | Дойна Мелинте (ROM)        | Маричика Пуйкэ (ROM)     |
| 1988 Сеул см. подробнее           | Паула Иван (ROM)          | Лаймуте Байкаускайте (URS) | Татьяна Самоленко (URS)  |
| 1992 Барселона см. подробнее      | Хассиба Булмерка (ALG)    | Людмила Рогачёва (EUN)     | Цюй Юнься (CHN)          |
| 1996 Атланта см. подробнее        | Светлана Мастеркова (RUS) | Габриэла Сабо (ROM)        | Терезия Кисль (AUT)      |
| 2000 Сидней см. подробнее         | Нурия Мера-Бенида (ALG)   | Виолета Шекели (ROM)       | Габриэла Сабо (ROM)      |
| 2004 Афины см. подробнее          | Келли Холмс (GBR)         | Татьяна Томашова (RUS)     | Мария Чонкан (ROM)       |
| 2008 Пекин см. подробнее          | Нэнси Лангат (KEN)        | Ирина Лищинская (UKR)      | Наталья Тобиас (UKR)     |
| 2012 Лондон см. подробнее         | Мариам Юсуф Джамал (BRN)  | Абеба Арегави (ETH)        | Шеннон Роубери (USA)     |
| 2016 Рио-де-Жанейро см. подробнее | Фейт Кипьегон (KEN)       | Гензебе Дибаба (ETH)       | Дженнифер Симпсон (USA)  |
| 2020 Токио см. подробнее          | Фейт Кипьегон (KEN)       | Лора Мьюр (GBR)            | Сифан Хассан (NED)       |
| 2024 Париж см. подробнее          | Фейт Кипьегон (KEN)       | Джессика Халл (AUS)        | Джорджия Белл (GBR)      |

### Бег на 5000 метров
| Игры                              | Золото               | Серебро               | Бронза               |
| 1996 Атланта см. подробнее        | Ван Цзюнься (CHN)    | Паулина Конга (KEN)   | Роберта Брюне (ITA)  |
| 2000 Сидней см. подробнее         | Габриэла Сабо (ROM)  | Соня О’Салливан (IRL) | Гете Вами (ETH)      |
| 2004 Афины см. подробнее          | Месерет Дефар (ETH)  | Изабелла Очичи (KEN)  | Тирунеш Дибаба (ETH) |
| 2008 Пекин см. подробнее          | Тирунеш Дибаба (ETH) | Месерет Дефар (ETH)   | Сильвия Кибет (KEN)  |
| 2012 Лондон см. подробнее         | Месерет Дефар (ETH)  | Вивиан Черуйот (KEN)  | Тирунеш Дибаба (ETH) |
| 2016 Рио-де-Жанейро см. подробнее | Вивиан Черуйот (KEN) | Хеллен Обири (KEN)    | Алмаз Аяна (ETH)     |
| 2020 Токио см. подробнее          | Сифан Хассан (NED)   | Хеллен Обири (KEN)    | Гудаф Цегай (ETH)    |
| 2024 Париж см. подробнее          | Беатрис Чебет (KEN)  | Фейт Кипьегон (KEN)   | Сифан Хассан (NED)   |

### Бег на 10 000 метров
| Игры                              | Золото                 | Серебро                 | Бронза                 |
| 1988 Сеул см. подробнее           | Ольга Бондаренко (URS) | Лиз Макколган (GBR)     | Елена Жупиева (URS)    |
| 1992 Барселона см. подробнее      | Дерарту Тулу (ETH)     | Элана Мейер (RSA)       | Линн Дженнигс (USA)    |
| 1996 Атланта см. подробнее        | Фернанда Рибейру (POR) | Ван Цзюнься (CHN)       | Гете Вами (ETH)        |
| 2000 Сидней см. подробнее         | Дерарту Тулу (ETH)     | Гете Вами (ETH)         | Фернанда Рибейру (POR) |
| 2004 Афины см. подробнее          | Син Хуэйна (CHN)       | Эджегайеху Дибаба (ETH) | Дерарту Тулу (ETH)     |
| 2008 Пекин см. подробнее          | Тирунеш Дибаба (ETH)   | Шалан Флэнаган (USA)    | Линет Масаи (KEN)      |
| 2012 Лондон см. подробнее         | Тирунеш Дибаба (ETH)   | Салли Кипьего (KEN)     | Вивиан Черуйот (KEN)   |
| 2016 Рио-де-Жанейро см. подробнее | Алмаз Аяна (ETH)       | Вивиан Черуйот (KEN)    | Тирунеш Дибаба (ETH)   |
| 2020 Токио см. подробнее          | Сифан Хассан (NED)     | Калькидан Гезань (BRN)  | Летесенбет Гидей (ETH) |
| 2024 Париж см. подробнее          | Беатрис Чебет (KEN)    | Надя Баттоклетти (ITA)  | Сифан Хассан (NED)     |

### Бег на 100 метров с барьерами
| Игры                              | Золото                     | Серебро                   | Бронза                     |
| 1972 Мюнхен см. подробнее         | Аннели Эрхардт (GDR)       | Валерия Буфану (ROM)      | Карин Бальцер (GDR)        |
| 1976 Монреаль см. подробнее       | Йоханна Шаллер-Клир (GDR)  | Татьяна Анисимова (URS)   | Наталья Лебедева (URS)     |
| 1980 Москва см. подробнее         | Вера Комисова (URS)        | Йоханна Шаллер-Клир (GDR) | Люцина Лангер (POL)        |
| 1984 Лос-Анджелес см. подробнее   | Бенита Фицджеральд (USA)   | Ширли Стронг (GBR)        | Мишель Шардонне (FRA)      |
| 1984 Лос-Анджелес см. подробнее   | Бенита Фицджеральд (USA)   | Ширли Стронг (GBR)        | Ким Тёрнер (USA)           |
| 1988 Сеул см. подробнее           | Йорданка Донкова (BUL)     | Глория Зиберт (GDR)       | Клаудия Заскевич (FRG)     |
| 1992 Барселона см. подробнее      | Параскеви Патулиду (GRE)   | Лавонна Мартин (USA)      | Йорданка Донкова (BUL)     |
| 1996 Атланта см. подробнее        | Людмила Энквист (SWE)      | Бригита Буковец (SLO)     | Патрисия Жирар (FRA)       |
| 2000 Сидней см. подробнее         | Ольга Шишигина (KAZ)       | Глори Алози (NGR)         | Мелисса Моррисон (USA)     |
| 2004 Афины см. подробнее          | Джоанна Хейз (USA)         | Елена Красовская (UKR)    | Мелисса Моррисон (USA)     |
| 2008 Пекин см. подробнее          | Доун Харпер (USA)          | Салли Маклеллан (AUS)     | Присцилла Лопес-Шлип (CAN) |
| 2012 Лондон см. подробнее         | Салли Пирсон (AUS)         | Доун Харпер (USA)         | Келли Уэллс (USA)          |
| 2016 Рио-де-Жанейро см. подробнее | Брианна Роллинс (USA)      | Ниа Али (USA)             | Кристи Кэстлин (USA)       |
| 2020 Токио см. подробнее          | Джасмин Камачо-Куинн (PUR) | Кендра Харрисон (USA)     | Меган Таппер (JAM)         |
| 2024 Париж см. подробнее          | Масаи Расселл (USA)        | Сирена Самба-Майела (FRA) | Джасмин Камачо-Куинн (PUR) |

### Бег на 400 метров с барьерами
| Игры                              | Золото                        | Серебро                  | Бронза                           |
| 1984 Лос-Анджелес см. подробнее   | Наваль Эль-Мутавакель Марокко | Джуди Браун США          | Кристиана Кожокару Румыния       |
| 1988 Сеул см. подробнее           | Дебби Флинтофф-Кинг Австралия | Татьяна Ледовская СССР   | Эллен Фидлер ГДР                 |
| 1992 Барселона см. подробнее      | Салли Ганнелл Великобритания  | Сандра Фармер-Патрик США | Джейнин Викерс США               |
| 1996 Атланта см. подробнее        | Деон Хеммингс Ямайка          | Ким Баттен США           | Тоня Бьюфорд-Бейли США           |
| 2000 Сидней см. подробнее         | Ирина Привалова Россия        | Деон Хеммингс Ямайка     | Неза Бидуан Марокко              |
| 2004 Афины см. подробнее          | Фани Халкия Греция            | Ионела Тирля Румыния     | Татьяна Терещук-Антипова Украина |
| 2008 Пекин см. подробнее          | Мелани Уокер Ямайка           | Шина Тоста США           | Таша Дэнверс Великобритания      |
| 2012 Лондон см. подробнее         | Наталья Антюх Россия          | Лашинда Димус США        | Зузана Гейнова Чехия             |
| 2016 Рио-де-Жанейро см. подробнее | Далайла Мухаммад США          | Сара Петерсен Дания      | Эшли Спенсер США                 |
| 2020 Токио см. подробнее          | Сидни Маклафлин США           | Далайла Мухаммад США     | Фемке Бол Нидерланды             |
| 2024 Париж см. подробнее          | Сидни Маклафлин-Леврон США    | Анна Кокрелл США         | Фемке Бол Нидерланды             |

### Бег на 3000 метров с препятствиями
| Игры                              | Золото                 | Серебро               | Бронза                |
| 2008 Пекин см. подробнее          | Гульнара Галкина (RUS) | Юнис Джепкорир (KEN)  | Татьяна Петрова (RUS) |
| 2012 Лондон см. подробнее         | Хабиба Гриби (TUN)     | София Ассефа (ETH)    | Милка Чейва (KEN)     |
| 2016 Рио-де-Жанейро см. подробнее | Рут Джебет (BRN)       | Хивин Джепкемои (KEN) | Эмма Коберн (USA)     |
| 2020 Токио см. подробнее          | Перут Чемутай (UGA)    | Кортни Фрерикс (USA)  | Хивин Джепкемои (KEN) |
| 2024 Париж см. подробнее          | Уинфред Яви (BRN)      | Перут Чемутай (UGA)   | Фейт Черотич (KEN)    |

### Эстафета 4×100 метров
| Игры                              | Золото | Серебро | Бронза |
| 1928 Амстердам см. подробнее      | Канада · Этель Смит · Фанни Розенфельд · Джейн Белл · Миртл Кук                                                            | США · Джессика Кросс · Лоретта Макнейл · Бетти Робинсон · Мэри Вошбёрн                                                                 | Германия · Анни Хольдман · Хелен Юнкер · Роза Келльнер · Хелен Шмидт                                      |
| 1932 Лос-Анджелес см. подробнее   | США · Мэри Кэрью · Эвелин Фуртш · Аннетт Роджерс · Вильгельмина фон Бремен                                                 | Канада · Милдред Фиццелл · Лилиан Палмер · Мари Фриццель · Хильда Страйк                                                               | Великобритания · Нелли Холстид · Эйлин Хискок · Гвендолайн Портер · Вайолет Вебб                          |
| 1936 Берлин см. подробнее         | США · Харриет Блэнд · Аннетт Роджерс · Бетти Робинсон · Хелен Стефенс                                                      | Великобритания · Эйлин Хискок · Вайолет Олни · Одри Браун · Барбара Берк                                                               | Канада · Дороти Брукшоу · Жанетт Долсон · Хильда Кэмерон · Эйлин Мигер                                    |
| 1948 Лондон см. подробнее         | Нидерланды · Ксения Стад-де-Йонг · Жанетта Витцирс-Тиммер · Герда ван дер Каде-Каудейс · Фанни Бланкерс-Кун                | Австралия · Ширли Стрикленд · Джун Мэстон · Бетти Маккиннон · Джойс Кинг                                                               | Канада · Вайола Майерс · Нэнси Маккей · Дайан Фостер · Патрисия Джонс                                     |
| 1952 Хельсинки см. подробнее      | США · Херивента Фэггс · Барбара Джонс · Джэнет Морё · Кэтрин Харди                                                         | Германия · Урсула Кнаб · Мария Зандер · Хельга Кляйн · Марга Петерзен                                                                  | Великобритания · Сильвия Чизмэн · Джун Фоулдс · Джин Дисфорджес · Хитер Эрмитэйдж                         |
| 1956 Мельбурн см. подробнее       | Австралия · Ширли Стрикленд · Норма Крокер · Флёр Меллор · Бетти Катберт                                                   | Великобритания · Энни Пэшли · Джин Скривенс · Джун Фоулдс · Хизер Эрмитейдж                                                            | США · Мэй Фэггс · Маргарет Мэттьюз · Вилма Рудольф · Изабелла Дэниэлс                                     |
| 1960 Рим см. подробнее            | США · Хадсон, Марта · Уильямс, Люсинда · Джонс, Барбара · Вилма Рудольф                                                    | США · Лангбейн, Марта · Бихл, Анни · Хендрикс, Брунхильде · Хайне, Ютта                                                                | Польша · Тереса Цеплы · Барбара Янишевская · Есёновска, Селина · Халина Горецкая                          |
| 1964 Токио см. подробнее          | Польша · Тереса Цеплы · Ирена Киршенштейн · Халина Горецкая · Эва Клобуковская                                             | США · Уилли Уайт · Эдит Макгуайр · Мэрилин Уайт · Вайомия Тайес                                                                        | Великобритания · Жанет Симпсон · Мэри Рэнд · Дафне Арден · Дороти Хаймэн                                  |
| 1968 Мехико см. подробнее         | | | |
| 1972 Мюнхен см. подробнее         | | | |
| 1976 Монреаль см. подробнее       | | | |
| 1980 Москва см. подробнее         | ГДР · Роми Мюллер · Бербель Вёккель · Ингрид Ауэрсвальд · Марлис Гёр                                                       | СССР · Вера Комисова · Людмила Маслакова · Вера Анисимова · Наталья Бочина                                                             | Великобритания · Хизер Хант · Кэти Смоллвуд-Кук · Беверли Годдард · Соня Ланнамен                         |
| 1984 Лос-Анджелес см. подробнее   | США · Элис Браун · Джанет Болден · Чандра Чизборо · Эвелин Эшфорд                                                          | Канада · Энджела Бейли · Марита Пейн · Анжела Тейлор-Исаенко · Франс Гаро                                                              | Великобритания · Симона Джакобс · Кэти Смоллвуд-Кук · Беверли Годдард · Хизер Оукс                        |
| 1988 Сеул см. подробнее           | США · Флоренс Гриффит-Джойнер · Эвелин Эшфорд · Элис Браун · Шейла Эчолс                                                   | ГДР · Зильке Мёллер · Керстин Берендт · Марлис Гёр · Ингрид Ланге                                                                      | СССР · Людмила Кондратьева · Галина Мальчугина · Марина Жирова · Наталья Помощникова · Майя Азарашвили    |
| 1992 Барселона см. подробнее      | США · Эвелин Эшфорд · Эстер Джонс · Карлетт Гидри · Гвен Торренс · Мишель Финн-Беррелл                                     | Объединённая команда · Ольга Богословская · Галина Мальчугина · Марина Транденкова · Ирина Привалова                                   | Нигерия · Беатрис Утонду · Фейт Идехен · Кристи Опара-Томпсон · Мэри Оньяли                               |
| 1996 Атланта см. подробнее        | США · Гейл Диверс · Ингер Миллер · Кристи Гейнс · Гвен Торренс · Карлетт Гидри                                             | Багамские Острова · Элдис Кларк · Чандра Старрап · Саватида Файнс · Полин Дэвис-Томпсон · Дебби Фергюсон                               | Ямайка · Мишель Фримен · Джульет Катберт · Николь Митчелл · Мерлин Отти · Джиллиан Расселл · Андрия Ллойд |
| 2000 Сидней см. подробнее         | Багамские Острова · Севатеда Файнс · Чандра Старрап · Полин Дэвис-Томпсон · Дебби Фергюсон · Элдес Льюис                   | Ямайка · Тейна Лоуренс · Вероника Кэмпбелл · Беверли Макдональд · Мерлин Отти · Мерлин Фрейзер                                         | США · Крайст Гейнс · Торри Эдвардс · Нансин Перри · Пессион Ричардсон                                     |
| 2004 Афины см. подробнее          | Ямайка · Тейна Лоуренс · Шерон Симпсон · Алин Бейли · Вероника Кэмпбелл-Браун · Беверли Макдональд                         | Россия · Ольга Стульнева · Юлия Табакова · Ирина Хабарова · Лариса Круглова                                                            | Франция · Вероник Ман · Мюрель Юрти · Сильвиан Феликс · Кристина Аррон                                    |
| 2008 Пекин см. подробнее          | Бельгия · Оливия Борле · Ханна Мариен · Элоди Уэдраого · Ким Геварт                                                        | Нигерия · Эне Франка Идоко · Глория Кемасуоде · Халимат Исмаила · Олудамола Осайоми · Агнес Осазува                                    | Бразилия · Роземар Коэльо Нето · Лусимар де Моура · Таисса Прести · Розангела Сантос                      |
| 2012 Лондон см. подробнее         | США · Тианна Мэдисон · Эллисон Феликс · Бьянка Найт · Кармелита Джетер · Дженеба Тармо · Лорин Уильямс                     | Ямайка · Шелли-Энн Фрейзер-Прайс · Шерон Симпсон · Вероника Кэмпбелл-Браун · Керрон Стюарт · Саманта Хенри-Робинсон · Скиллони Калверт | Украина · Олеся Повх · Кристина Стуй · Мария Ремень · Елизавета Брызгина                                  |
| 2016 Рио-де-Жанейро см. подробнее | США · Тианна Бартолетта · Эллисон Феликс · Инглиш Гарднер · Тори Боуи · Моролаке Акиносун                                  | Ямайка · Кристания Уильямс · Элейн Томпсон · Вероника Кэмпбелл-Браун · Шелли-Энн Фрейзер-Прайс · Симона Фейси · Сашали Форбс           | Великобритания · Аша Филип · Дезири Хенри · Дина Эшер-Смит · Дэрилл Нейта                                 |
| 2020 Токио см. подробнее          | Ямайка · Бриана Уильямс · Элейн Томпсон-Хера · Шелли-Энн Фрейзер-Прайс · Шерика Джексон · Наташа Моррисон · Ремона Берчелл | США · Джавианн Оливер · Теана Дэниелс · Дженна Прандини · Габриэль Томас · Инглиш Гарднер · Алея Хоббс                                 | Великобритания · Аша Филип · Имани-Лара Лансиквот · Дина Эшер-Смит · Дэрилл Нейта                         |

### Эстафета 4×400 метров
| Игры                              | Золото | Серебро | Бронза |
| 1972 Мюнхен см. подробнее         | | | |
| 1976 Монреаль см. подробнее       | | | |
| 1980 Москва см. подробнее         | СССР · Татьяна Пророченко · Татьяна Гойщик · Нина Зюськова · Ирина Назарова · Ольга Минеева · Людмила Чернова                        | ГДР · Барбара Круг · Габриеле Лёве · Кристина Латан · Марита Кох                                                               | Великобритания · Линси Макдональд · Мишель Проберт · Джослин Хойт-Смит · Донна Хартли                                                             |
| 1984 Лос-Анджелес см. подробнее   | США · Лилли Летервуд · Шерри Ховард · Чандра Чизборо · Валери Бриско-Хукс                                                            | Канада · Чармейн Крукс · Джиллиан Ричардсон · Молли Киллингбек · Марита Пейн                                                   | ФРГ · Хайке Шульте-Маттлер · Уте Тимм · Хайди-Эльке Гогель · Габи Бусманн                                                                         |
| 1988 Сеул см. подробнее           | СССР · Татьяна Ледовская · Ольга Назарова · Мария Пинигина · Ольга Брызгина · Людмила Джигалова                                      | США · Валери Бриско-Хукс · Флоренс Гриффит-Джойнер · Денин Ховард · Дайан Диксон                                               | ГДР · Дагмар Нойбауэр · Сабине Буш · Кирстен Эммельман · Петра Мюллер                                                                             |
| 1992 Барселона см. подробнее      | Объединённая команда · Елена Рузина · Людмила Джигалова · Ольга Назарова · Ольга Брызгина · Лилия Нурутдинова · Марина Шмонина       | США · Наташа Кайзер · Гвен Торренс · Джерл Майлз · Рошель Стивенс · Денин Ховард · Даннетт Янг                                 | Великобритания · Филис Смит · Сандра Дуглас · Дженнифер Стаут · Салли Ганнел                                                                      |
| 1996 Атланта см. подробнее        | США · Рошель Стивенс · Мэйсел Мэлоун · Ким Грэм · Джерл Майлз · Лайнетта Уилсон                                                      | Нигерия · Олабиси Афолаби · Фатима Юсуф · Чарити Опара · Фалилат Огункойя                                                      | Германия · Ута Роландер · Линда Кисабака · Аня Рюккер · Грит Брейер                                                                               |
| 2000 Сидней см. подробнее         | США · Джерл Майлз-Кларк · Моника Хеннаган · Латаша Колендер · Андреа Андерсон                                                        | Ямайка · Сэнди Ричардс · Кэтрин Скотт · Деон Хеммингс · Лоррейн Фентон · Чармейн Хауэлл · Мишель Бургер                        | Россия · Юлия Сотникова · Светлана Гончаренко · Ольга Котлярова · Ирина Привалова · Наталья Назарова · Олеся Зыкина                               |
| 2004 Афины см. подробнее          | США · Диди Троттер · Моника Хендерсон · Соня Ричардс · Моника Хеннаган · Мушауми Робинсон                                            | Россия · Олеся Форшева · Наталья Назарова · Олеся Зыкина · Наталья Антюх · Татьяна Фирова · Наталья Иванова                    | Ямайка · Новлен Уильямс · Мишель Бургер · Надя Дэви · Сэнди Ричардс · Ронетта Смит                                                                |
| 2008 Пекин см. подробнее          | США · Мэри Уайнберг · Эллисон Феликс · Моника Хендерсон · Саня Ричардс · Наташа Хастингс                                             | Ямайка · Шерика Уильямс · Шерифа Ллойд · Розмари Уайт · Новлен Уильямс · Бобби-Гей Уилкинс                                     | Великобритания · Кристин Охуруогу · Келли Созертон · Мерилин Окоро · Никола Сандерс                                                               |
| 2012 Лондон см. подробнее         | США · Диди Троттер · Эллисон Феликс · Франчена Маккорори · Саня Ричардс-Росс · Кешия Бэйкер · Дайамонд Диксон                        | Ямайка · Кристина Дэй · Розмари Уайт · Шерика Уильямс · Новлен Уильямс · Шерифа Ллойд                                          | Украина · Алина Логвиненко · Ольга Земляк · Анна Рыжикова · Наталья Пигида                                                                        |
| 2016 Рио-де-Жанейро см. подробнее | США · Кортни Около · Наташа Хастингс · Филлис Фрэнсис · Эллисон Феликс · Тейлор Эллис-Уотсон · Франсена Маккорори                    | Ямайка · Стефени Энн Макферсон · Анниша Маклафлин-Уилби · Шерика Джексон · Новлен Уильямс-Миллс · Кристин Дэй · Крисанн Гордон | Великобритания · Эйлид Дойл · Аника Онуора · Эмили Даймонд · Кристин Охуруогу · Келли Мэсси                                                       |
| 2020 Токио см. подробнее          | США · Сидни Маклафлин · Эллисон Феликс · Далайла Мухаммад · Атинг Му · Кендалл Эллис · Линна Ирби · Уэйдлайн Джонатас · Кейлин Уитни | Польша · Наталья Качмарек · Ига Баумгарт-Витан · Малгожата Холуб-Ковалик · Юстина Свенти-Эрсетиц · Анна Келбасиньская          | Ямайка · Рониша Макгрегор · Джанив Расселл · Шерика Джексон · Кэндис Маклауд · Джунелль Бромфилд · Стэйси-Энн Уильямс                             |
| 2024 Париж см. подробнее          | США · Шамир Литтл · Сидни Маклафлин-Леврон · Габриэль Томас · Алексис Холмс · Куанера Хейз · Алия Батлер · Кейлин Браун              | Нидерланды · Лике Клавер · Кателейн Петерс · Лизанне де Витте · Фемке Бол · Эвелин Салберг · Мирте ван дер Схот                | Великобритания · Виктория Охуруогу · Лавиаи Нильсен · Николь Йерджин · Эмбер Эннинг · Йеми Мэри Джон · Ханна Келли · Джоди Уильямс · Лина Нильсен |

### Марафон
| Игры                              | Золото                                 | Серебро                  | Бронза                          |
| 1984 Лос-Анджелес см. подробнее   | Джоан Бенуа США                        | Грете Вайтц Норвегия     | Роза Мота Португалия            |
| 1988 Сеул см. подробнее           | Роза Мота Португалия                   | Лиза Мартин Австралия    | Катрин Дёрре-Хейниг ГДР         |
| 1992 Барселона см. подробнее      | Валентина Егорова Объединённая команда | Юко Аримори Япония       | Лоррейн Моллер Новая Зеландия   |
| 1996 Атланта см. подробнее        | Фатума Роба Эфиопия                    | Валентина Егорова Россия | Юко Аримори Япония              |
| 2000 Сидней см. подробнее         | Наоко Такахаси Япония                  | Лидия Симон Румыния      | Джойс Чепчумба Кения            |
| 2004 Афины см. подробнее          | Мидзуки Ногути Япония                  | Катрин Ндереба Кения     | Дина Кастор США                 |
| 2008 Пекин см. подробнее          | Константина Томеску Румыния            | Катрин Ндереба Кения     | Чжоу Чуньсю Китай               |
| 2012 Лондон см. подробнее         | Тики Гелана Эфиопия                    | Приска Джепту Кения      | Татьяна Петрова-Архипова Россия |
| 2016 Рио-де-Жанейро см. подробнее | Джемима Сумгонг Кения                  | Юнис Кирва Бахрейн       | Маре Дибаба Эфиопия             |
| 2020 Токио см. подробнее          | Перес Джепчирчир Кения                 | Бриджид Косгей Кения     | Молли Сайдл США                 |
| 2024 Париж см. подробнее          | Сифан Хассан Нидерланды                | Тигист Ассефа Эфиопия    | Хеллен Обири Кения              |

### Ходьба на 20 километров
| Игры                              | Золото                      | Серебро                        | Бронза                    |
| 2000 Сидней см. подробнее         | Ван Липин Китай             | Хьерсти Тюссе Плетцер Норвегия | Мария Васко Испания       |
| 2004 Афины см. подробнее          | Афанасия Цумелека Греция    | Олимпиада Иванова Россия       | Джейн Сэвилл Австралия    |
| 2008 Пекин см. подробнее          | Ольга Каниськина Россия     | Хьерсти Тюссе Плетцер Норвегия | Элиза Ригаудо Италия      |
| 2012 Лондон см. подробнее         | Цеян Шэньцзе Китай          | Лю Хун Китай                   | Люй Сючжи Китай           |
| 2016 Рио-де-Жанейро см. подробнее | Лю Хун Китай                | Мария Гонсалес Мексика         | Люй Сючжи Китай           |
| 2020 Токио см. подробнее          | Антонелла Пальмизано Италия | Сандра Лорена Аренас Колумбия  | Лю Хун Китай              |
| 2024 Париж см. подробнее          | Ян Цзяюй Китай              | Мария Перес Испания            | Джемайма Монтаг Австралия |

### Прыжки в длину
| Игры                              | Золото                         | Серебро                              | Бронза                          |
| 1948 Лондон см. подробнее         | Ольга Дьярмати Венгрия         | Ноэми Симонетто де Портела Аргентина | Анн-Бритт Лейман Швеция         |
| 1952 Хельсинки см. подробнее      | Иветт Уильямс Новая Зеландия   | Александра Чудина СССР               | Ширли Коули Великобритания      |
| 1956 Мельбурн см. подробнее       | Эльжбета Кшесиньская Польша    | Уилли Уайт США                       | Надежда Хныкина-Двалишвили СССР |
| 1960 Рим см. подробнее            | Вера Крепкина СССР             | Эльжбета Дуньская Польша             | Гильдрун Клаус Германия         |
| 1964 Токио см. подробнее          | Мэри Рэнд Великобритания       | Ирена Киршенштейн Польша             | Татьяна Щелканова СССР          |
| 1968 Мехико см. подробнее         | Вьорика Вискополяну Румыния    | Шейла Шервуд Великобритания          | Татьяна Талышева СССР           |
| 1972 Мюнхен см. подробнее         | Хайде Розендаль ФРГ            | Диана Йоргова Болгария               | Ева Шуранова Чехословакия       |
| 1976 Монреаль см. подробнее       | Ангела Фойгт ГДР               | Кэти Макмиллан США                   | Лидия Алфеева СССР              |
| 1980 Москва см. подробнее         | Татьяна Колпакова СССР         | Бригита Вуяк ГДР                     | Татьяна Скачко СССР             |
| 1984 Лос-Анджелес см. подробнее   | Анишоара Кушмир-Станчу Румыния | Вали Ионеску Румыния                 | Сью Херншоу Великобритания      |
| 1988 Сеул см. подробнее           | Джекки Джойнер-Керси США       | Хайке Дауте ГДР                      | Галина Чистякова СССР           |
| 1992 Барселона см. подробнее      | Хайке Дрекслер Германия        | Инесса Кравец Объединённая команда   | Джеки Джойнер-Керси США         |
| 1996 Атланта см. подробнее        | Чиома Ажунва Нигерия           | Фиона Мей Италия                     | Джеки Джойнер-Керси США         |
| 2000 Сидней см. подробнее         | Хайке Дрекслер Германия        | Фиона Мей Италия                     | Татьяна Котова Россия           |
| 2004 Афины см. подробнее          | Татьяна Лебедева Россия        | Ирина Мелешина Россия                | Татьяна Котова Россия           |
| 2008 Пекин см. подробнее          | Мауррен Хига Магги Бразилия    | Блессинг Окагбаре Нигерия            | Челси Хэммонд Ямайка            |
| 2012 Лондон см. подробнее         | Бриттни Риз США                | Елена Соколова Россия                | Дженей Делоач США               |
| 2016 Рио-де-Жанейро см. подробнее | Тианна Бартолетта США          | Бриттни Риз США                      | Ивана Шпанович Сербия           |
| 2020 Токио см. подробнее          | Малайка Михамбо Германия       | Бриттни Риз США                      | Эсе Бруме Нигерия               |
| 2024 Париж см. подробнее          | Тара Дэвис-Вудхолл США         | Малайка Михамбо Германия             | Джасмин Мур США                 |

### Тройной прыжок
| Игры                              | Золото                        | Серебро                    | Бронза                   |
| 1996 Атланта см. подробнее        | Инесса Кравец Украина         | Инна Ласовская Россия      | Шарка Кашпаркова Чехия   |
| 2000 Сидней см. подробнее         | Тереза Маринова Болгария      | Татьяна Лебедева Россия    | Елена Говорова Украина   |
| 2004 Афины см. подробнее          | Франсуаза Мбанго Этон Камерун | Хрисопия Деветци Греция    | Татьяна Лебедева Россия  |
| 2008 Пекин см. подробнее          | Франсуаза Мбанго Этон Камерун | Ольга Рыпакова Казахстан   | Яргелис Савинье Куба     |
| 2012 Лондон см. подробнее         | Ольга Рыпакова Казахстан      | Катрин Ибаргуэн Колумбия   | Ольга Саладуха Украина   |
| 2016 Рио-де-Жанейро см. подробнее | Катрин Ибаргуэн Колумбия      | Юлимар Рохас Венесуэла     | Ольга Рыпакова Казахстан |
| 2020 Токио см. подробнее          | Юлимар Рохас Венесуэла        | Патрисия Мамона Португалия | Ана Пелетейро Испания    |
| 2024 Париж см. подробнее          | Теа Лафонд Доминика           | Шаника Рикеттс Ямайка      | Джасмин Мур США          |

### Прыжки в высоту
| Игры                              | Золото                         | Серебро                      | Бронза                     |
| 1928 Амстердам см. подробнее      | Этель Кэтервуд Канада          | Каролина Гисолф Нидерланды   | Милдред Вайли США          |
| 1932 Лос-Анджелес см. подробнее   | Джин Шили США                  | Бейб Дидриксон США           | Ева Дауэс Канада           |
| 1936 Берлин см. подробнее         | Ибойя Чак Венгрия              | Дороти Одам Великобритания   | Эльфрида Каун Германия     |
| 1948 Лондон см. подробнее         | Элис Коачмэн США               | Дороти Тайлер Великобритания | Мишлин Остермейер Франция  |
| 1952 Хельсинки см. подробнее      | Эстер Бранд ЮАС                | Шейла Лервилл Великобритания | Александра Чудина СССР     |
| 1956 Мельбурн см. подробнее       | Милдред Макдэниел США          | Тельма Хопкинс (GBR)         | не присуждалась            |
| 1956 Мельбурн см. подробнее       | Милдред Макдэниел США          | Мария Писарева (URS)         | не присуждалась            |
| 1960 Рим см. подробнее            | Йоланда Балаш Румыния          | Дороти Ширли (GBR)           | не присуждалась            |
| 1960 Рим см. подробнее            | Йоланда Балаш Румыния          | Ярослава Беда (POL)          | не присуждалась            |
| 1964 Токио см. подробнее          | Йоланда Балаш Румыния          | Мишель Браун Австралия       | Таисия Ченчик СССР         |
| 1968 Мехико см. подробнее         | Милослава Резкова Чехословакия | Антонина Лазарева СССР       | Валентина Козырь СССР      |
| 1972 Мюнхен см. подробнее         | Ульрике Мейфарт ФРГ            | Йорданка Благоева Болгария   | Илона Гузенбауэр Австрия   |
| 1976 Монреаль см. подробнее       | Розмари Аккерман ГДР           | Сара Симеони Италия          | Йорданка Благоева Болгария |
| 1980 Москва см. подробнее         | Сара Симеони Италия            | Урсула Келян Польша          | Ютта Кирст ГДР             |
| 1984 Лос-Анджелес см. подробнее   | Ульрике Мейфарт ФРГ            | Сара Симеони Италия          | Джони Хантли США           |
| 1988 Сеул см. подробнее           | Луиза Риттер США               | Стефка Костадинова Болгария  | Тамара Быкова СССР         |
| 1992 Барселона см. подробнее      | Хайке Хенкель Германия         | Галина Астафей Румыния       | Иоамнет Кинтеро Куба       |
| 1996 Атланта см. подробнее        | Стефка Костадинова Болгария    | Ники Бакоянни Греция         | Инга Бабакова Украина      |
| 2000 Сидней см. подробнее         | Елена Елесина Россия           | Хестри Клоэт ЮАР             | Кайса Бергквист (SWE)      |
| 2000 Сидней см. подробнее         | Елена Елесина Россия           | Хестри Клоэт ЮАР             | Оана Пантелимон (ROM)      |
| 2004 Афины см. подробнее          | Елена Слесаренко Россия        | Хестри Клоэт ЮАР             | Виктория Стёпина Украина   |
| 2008 Пекин см. подробнее          | Тиа Хеллебаут Бельгия          | Бланка Влашич Хорватия       | Шанте Ховард США           |
| 2012 Лондон см. подробнее         | Анна Чичерова Россия           | Бриджитта Барретт США        | Рут Бейтиа Испания         |
| 2016 Рио-де-Жанейро см. подробнее | Рут Бейтиа Испания             | Мирела Демирева Болгария     | Бланка Влашич Хорватия     |
| 2020 Токио см. подробнее          | Мария Ласицкене ОКР            | Никола Макдермотт Австралия  | Ярослава Магучих Украина   |
| 2024 Париж см. подробнее          | Ярослава Магучих Украина       | Никола Олислагерс Австралия  | Элинор Паттерсон Австралия |
| 2024 Париж см. подробнее          | Ярослава Магучих Украина       | Никола Олислагерс Австралия  | Ирина Геращенко Украина    |

### Прыжки с шестом
| Игры                              | Золото                     | Серебро                      | Бронза                         |
| 2000 Сидней см. подробнее         | Стейси Драгила США         | Татьяна Григорьева Австралия | Вала Флосадоуттир Исландия     |
| 2004 Афины см. подробнее          | Елена Исинбаева Россия     | Светлана Феофанова Россия    | Анна Роговская Польша          |
| 2008 Пекин см. подробнее          | Елена Исинбаева Россия     | Дженнифер Стучински США      | Светлана Феофанова Россия      |
| 2012 Лондон см. подробнее         | Дженнифер Сур США          | Ярислей Сильва Куба          | Елена Исинбаева Россия         |
| 2016 Рио-де-Жанейро см. подробнее | Екатерини Стефаниди Греция | Сэнди Моррис США             | Элиза Маккартни Новая Зеландия |
| 2020 Токио см. подробнее          | Кэти Нажотт США            | Анжелика Сидорова ОКР        | Холли Брэдшоу Великобритания   |
| 2024 Париж см. подробнее          | Нина Кеннеди Австралия     | Кэти Мун США                 | Алиша Ньюман Канада            |

### Толкание ядра
| Игры                              | Золото                                  | Серебро                                                  | Бронза                                          |
| 1948 Лондон см. подробнее         | Мишлин Остермейер Франция               | Амелия Пиччинини Италия                                  | Инга Шеффер Австрия                             |
| 1952 Хельсинки см. подробнее      | Галина Зыбина СССР                      | Марианне Вернер Германия                                 | Клавдия Точёнова СССР                           |
| 1956 Мельбурн см. подробнее       | Тамара Тышкевич СССР                    | Галина Зыбина СССР                                       | Марианне Вернер Объединённая германская команда |
| 1960 Рим см. подробнее            | Тамара Пресс СССР                       | Йоханна Люттге Объединённая германская команда           | Эрлен Браун США                                 |
| 1964 Токио см. подробнее          | Тамара Пресс СССР                       | Ренате Гариш-Кульмбергер Объединённая германская команда | Галина Зыбина СССР                              |
| 1968 Мехико см. подробнее         | Маргитта Гуммель ГДР                    | Марита Ланге ГДР                                         | Надежда Чижова СССР                             |
| 1972 Мюнхен см. подробнее         | Надежда Чижова СССР                     | Маргитта Гуммель ГДР                                     | Иванка Христова Болгария                        |
| 1976 Монреаль см. подробнее       | Иванка Христова Болгария                | Надежда Чижова СССР                                      | Гелена Фибингерова Чехословакия                 |
| 1980 Москва см. подробнее         | Илона Шокнехт-Слупянек ГДР              | Светлана Крачевская СССР                                 | Маргитта Дрёзе-Пуфе ГДР                         |
| 1984 Лос-Анджелес см. подробнее   | Клаудия Лош ФРГ                         | Михаэла Логин Румыния                                    | Гэль Мартин Австралия                           |
| 1988 Сеул см. подробнее           | Наталья Лисовская СССР                  | Катрин Наймке ГДР                                        | Ли Мэйсу Китай                                  |
| 1992 Барселона см. подробнее      | Светлана Кривелёва Объединённая команда | Хуан Чжихун Китай                                        | Катрин Наймке Германия                          |
| 1996 Атланта см. подробнее        | Астрид Кумбернусс Германия              | Суй Синьмэй Китай                                        | Ирина Худорошкина Россия                        |
| 2000 Сидней см. подробнее         | Янина Корольчик Беларусь                | Лариса Пелешенко Россия                                  | Астрид Кумбернусс Германия                      |
| 2004 Афины см. подробнее          | Юмилейди Кумба Куба                     | Надин Кляйнерт Германия                                  | вакантно                                        |
| 2008 Пекин см. подробнее          | Валери Вили Новая Зеландия              | Мислейдис Гонсалес Куба                                  | Гун Лицзяо Китай                                |
| 2012 Лондон см. подробнее         | Валери Адамс Новая Зеландия             | Гун Лицзяо Китай                                         | Ли Лин Китай                                    |
| 2016 Рио-де-Жанейро см. подробнее | Мишель Картер США                       | Валери Адамс Новая Зеландия                              | Анита Мартон Венгрия                            |
| 2020 Токио см. подробнее          | Гун Лицзяо Китай                        | Рейвен Сондерс США                                       | Валери Адамс Новая Зеландия                     |
| 2024 Париж см. подробнее          | Йемиси Огунлейе Германия                | Мэддисон-Ли Уэш Новая Зеландия                           | Сун Цзяюань Китай                               |

### Метание диска
| Игры                              | Золото                      | Серебро                                   | Бронза                         |
| 1928 Амстердам см. подробнее      | Халина Конопацкая Польша    | Лилиан Коупленд США                       | Рут Сведберг Швеция            |
| 1932 Лос-Анджелес см. подробнее   | Лилиан Коупленд США         | Рут Осбёрн США                            | Ядвига Вайс Польша             |
| 1936 Берлин см. подробнее         | Гизела Мауэрмайер Германия  | Ядвига Вайс Польша                        | Паула Молленхауэр Германия     |
| 1948 Лондон см. подробнее         | Мишлин Остермейер Франция   | Эдера Кордьяле Италия                     | Жаклин Мазе Франция            |
| 1952 Хельсинки см. подробнее      | Нина Ромашкова СССР         | Елизавета Багрянцева СССР                 | Нина Думбадзе СССР             |
| 1956 Мельбурн см. подробнее       | Ольга Фикотова Чехословакия | Ирина Беглякова СССР                      | Нина Ромашкова СССР            |
| 1960 Рим см. подробнее            | Нина Пономарёва СССР        | Тамара Пресс СССР                         | Лия Манолиу Румыния            |
| 1964 Токио см. подробнее          | Тамара Пресс СССР           | Инрид Лоц Объединённая германская команда | Лия Манолиу Румыния            |
| 1968 Мехико см. подробнее         | Лия Манолиу Румыния         | Лизль Вестерман ФРГ                       | Йолан Кляйбер-Концек Венгрия   |
| 1972 Мюнхен см. подробнее         | Фаина Мельник СССР          | Арджентина Менис Румыния                  | Василка Стоева Болгария        |
| 1976 Монреаль см. подробнее       | Эвелин Шлаак ГДР            | Мария Вергова Болгария                    | Габриэле Хинцман ГДР           |
| 1980 Москва см. подробнее         | Эвелин Яль ГДР              | Мария Петкова Болгария                    | Татьяна Лесовая СССР           |
| 1984 Лос-Анджелес см. подробнее   | Риа Сталман Нидерланды      | Лесли Дениз США                           | Флоренца Крэчунеску Румыния    |
| 1988 Сеул см. подробнее           | Мартина Хелльман ГДР        | Диана Гански ГДР                          | Цветанка Христова Болгария     |
| 1992 Барселона см. подробнее      | Марица Мартен Куба          | Цветанка Христова Болгария                | Даниэла Костиан Австралия      |
| 1996 Атланта см. подробнее        | Ильке Вилудда Германия      | Наталья Садова Россия                     | Эллина Зверева Беларусь        |
| 2000 Сидней см. подробнее         | Эллина Зверева Беларусь     | Анастасия Келесиду Греция                 | Ирина Ятченко Беларусь         |
| 2004 Афины см. подробнее          | Наталья Садова Россия       | Анастасия Келесиду Греция                 | Вера Поспишилова-Цехлова Чехия |
| 2008 Пекин см. подробнее          | Стефани Браун-Трафтон США   | Елена Антонова Украина                    | Айминь Сун Китай               |
| 2012 Лондон см. подробнее         | Сандра Перкович Хорватия    | Ли Яньфэн Китай                           | Ярелис Барриос Куба            |
| 2016 Рио-де-Жанейро см. подробнее | Сандра Перкович Хорватия    | Мелина Робер-Мишон Франция                | Дения Кабальеро Куба           |
| 2020 Токио см. подробнее          | Валари Оллман США           | Кристин Пуденц Германия                   | Яйме Перес Куба                |
| 2024 Токио см. подробнее          | Валари Оллман США           | Фэн Бинь Китай                            | Сандра Элкасевич Хорватия      |

### Метание копья
| Игры                              | Золото                          | Серебро                                | Бронза                        |
| 1932 Лос-Анджелес см. подробнее   | Бейб Дидриксон США              | Эллен Браумюллер Германия              | Тилли Флайшер Германия        |
| 1936 Берлин см. подробнее         | Тилли Фляйшер Германия          | Луизе Крюгер Германия                  | Мария Квасьневская Польша     |
| 1948 Лондон см. подробнее         | Хермине Баума Австрия           | Катри Парвиайнен Финляндия             | Лили Карлстедт Дания          |
| 1952 Хельсинки см. подробнее      | Дана Затопкова Чехословакия     | Александра Чудина СССР                 | Елена Горчакова СССР          |
| 1956 Мельбурн см. подробнее       | Инесе Яунземе СССР              | Марлен Аренс Чили                      | Надежда Коняева СССР          |
| 1960 Рим см. подробнее            | Эльвира Озолиня СССР            | Дана Затопкова Чехословакия            | Бируте Каледене СССР          |
| 1964 Токио см. подробнее          | Михаэла Пенеш Румыния           | Марта Рудаш Венгрия                    | Елена Горчакова СССР          |
| 1968 Мехико см. подробнее         | Ангела Немет Венгрия            | Михаэла Пенеш Румыния                  | Эва Янко Австрия              |
| 1972 Мюнхен см. подробнее         | Рут Фукс ГДР                    | Жаклин Тодтен ГДР                      | Кейт Шмидт США                |
| 1976 Монреаль см. подробнее       | Рут Фукс ГДР                    | Марион Беккер ФРГ                      | Кейт Шмидт США                |
| 1980 Москва см. подробнее         | Мария Колон Куба                | Саида Гунба СССР                       | Уте Хоммола ГДР               |
| 1984 Лос-Анджелес см. подробнее   | Тереза Сандерсон Великобритания | Тиина Лиллак Финляндия                 | Фатима Уитбред Великобритания |
| 1988 Сеул см. подробнее           | Петра Фельке ГДР                | Фатима Уитбред Великобритания          | Беате Кох ГДР                 |
| 1992 Барселона см. подробнее      | Зильке Ренк Германия            | Наталья Шиколенко Объединённая команда | Карен Форкель Германия        |
| 1996 Атланта см. подробнее        | Хели Рантанен Финляндия         | Луиз Макпул Австралия                  | Трине Хаттестад Норвегия      |
| 2000 Сидней см. подробнее         | Трине Хаттестад Норвегия        | Мирела Маньяни Греция                  | Ослейдис Менендес Куба        |
| 2004 Афины см. подробнее          | Олейдис Менендес Куба           | Штеффи Нериус Германия                 | Мирела Маньяни Греция         |
| 2008 Пекин см. подробнее          | Барбора Шпотакова Чехия         | Кристина Обергфёлль Германия           | Голди Сэйерс Великобритания   |
| 2012 Лондон см. подробнее         | Барбора Шпотакова Чехия         | Кристина Обергфёлль Германия           | Линда Шталь Германия          |
| 2016 Рио-де-Жанейро см. подробнее | Сара Колак Хорватия             | Сюнетте Фильюн ЮАР                     | Барбора Шпотакова Чехия       |
| 2020 Токио см. подробнее          | Лю Шиин Китай                   | Мария Андрейчик Польша                 | Келси-Ли Барбер Австралия     |
| 2024 Париж см. подробнее          | Харука Китагути Япония          | Йо-Ан ван Дик ЮАР                      | Никола Огродникова Чехия      |

### Метание молота
| Игры                              | Золото                     | Серебро                | Бронза                     |
| 2000 Сидней см. подробнее         | Камила Сколимовская Польша | Ольга Кузенкова Россия | Кирстен Мюншоу Германия    |
| 2004 Афины см. подробнее          | Ольга Кузенкова Россия     | Ипси Морено Куба       | Юнайка Кроуфорд Куба       |
| 2008 Пекин см. подробнее          | Ипси Морено Куба           | Чжан Вэньсю Китай      | Мануэла Монтебран Франция  |
| 2012 Лондон см. подробнее         | Анита Влодарчик Польша     | Бетти Хайдлер Германия | Чжан Вэньсю Китай          |
| 2016 Рио-де-Жанейро см. подробнее | Анита Влодарчик Польша     | Чжан Вэньсю Китай      | Софи Хитчон Великобритания |
| 2020 Токио см. подробнее          | Анита Влодарчик Польша     | Ван Чжэн Китай         | Мальвина Копрон Польша     |
| 2024 Токио см. подробнее          | Кэмрин Роджерс Канада      | Аннетт Эчикунвоке США  | Чжао Цзе Китай             |

### Семиборье
| Игры                              | Золото                        | Серебро                                 | Бронза                        |
| 1984 Лос-Анджелес см. подробнее   | Глинис Нанн Австралия         | Джеки Джойнер-Керси США                 | Сабине Эвертс ФРГ             |
| 1988 Сеул см. подробнее           | Джеки Джойнер-Керси США       | Сабине Йон ГДР                          | Анке Бемер ГДР                |
| 1992 Барселона см. подробнее      | Джеки Джойнер-Керси США       | Ирина Белова Объединённая команда       | Сабине Браун Германия         |
| 1996 Атланта см. подробнее        | Гада Шуаа Сирия               | Наталья Сазанович Беларусь              | Дениз Льюис Великобритания    |
| 2000 Сидней см. подробнее         | Дениз Льюис Великобритания    | Елена Прохорова Россия                  | Наталья Сазанович Беларусь    |
| 2004 Афины см. подробнее          | Каролина Клюфт Швеция         | Аустра Скуйите Литва                    | Келли Созертон Великобритания |
| 2008 Пекин см. подробнее          | Наталья Добрынская Украина    | Хайлис Фонтейн США                      | Келли Созертон Великобритания |
| 2012 Лондон см. подробнее         | Джессика Эннис Великобритания | Лилли Шварцкопф Германия                | Аустра Скуйите Литва          |
| 2016 Рио-де-Жанейро см. подробнее | Нафиссату Тиам Бельгия        | Джессика Эннис-Хилл Великобритания      | Брианна Тейсен-Итон Канада    |
| 2020 Токио см. подробнее          | Нафиссату Тиам Бельгия        | Анук Веттер Нидерланды                  | Эмма Остервегел Нидерланды    |
| 2024 Париж см. подробнее          | Нафиссату Тиам Бельгия        | Катарина Джонсон-Томпсон Великобритания | Нор Видтс Бельгия             |

## Исключённые из программы

### Бег на 3000 метров
| Игры                            | Золото                              | Серебро                                | Бронза                      |
| 1984 Лос-Анджелес см. подробнее | Маричика Пуйкэ Румыния              | Венди Смит-Сли Великобритания          | Линн Уильямс Канада         |
| 1988 Сеул см. подробнее         | Татьяна Самоленко СССР              | Паула Иван Румыния                     | Ивонн Мюррей Великобритания |
| 1992 Барселона см. подробнее    | Елена Романова Объединённая команда | Татьяна Самоленко Объединённая команда | Энджела Чалмерс Канада      |

### Бег на 80 метров с барьерами
| Игры                            | Золото                                        | Серебро                                      | Бронза                                                  |
| 1932 Лос-Анджелес см. подробнее | Бейб Дидриксон США                            | Эвелин Холл США                              | Марджори Кларк ЮАС                                      |
| 1936 Берлин см. подробнее       | Требизонда Валла Италия                       | Анни Штойер Германия                         | Элизабет Тэйлор Канада                                  |
| 1948 Лондон см. подробнее       | Фанни Бланкерс-Кун Нидерланды                 | Морин Гарднер Великобритания                 | Ширли Стрикленд Австралия                               |
| 1952 Хельсинки см. подробнее    | Ширли Стрикленд Австралия                     | Мария Голубничая СССР                        | Мария Зандер Германия                                   |
| 1956 Мельбурн см. подробнее     | Ширли Стрикленд Австралия                     | Гизела Кёлер Объединённая германская команда | Норма Трауэр Австралия                                  |
| 1960 Рим см. подробнее          | Ирина Пресс СССР                              | Кароле Куинтон Великобритания                | Гизела Кёлер-Биркемейер Объединённая германская команда |
| 1964 Токио см. подробнее        | Карин Бальцер Объединённая германская команда | Тереса Цеплы Польша                          | Памела Килборн Австралия                                |
| 1968 Мехико см. подробнее       | Морин Кэйрд Австралия                         | Пэм Килборн Австралия                        | Цзи Чжэн Китайская Республика                           |

### Ходьба на 10 километров
| Игры                         | Золото                 | Серебро                              | Бронза          |
| 1992 Барселона см. подробнее | Чэнь Юэлин Китай       | Елена Николаева Объединённая команда | Ли Чунсью Китай |
| 1996 Атланта см. подробнее   | Елена Николаева Россия | Элизабетта Перроне Италия            | Ван Янь Китай   |

### Пятиборье
| Игры                        | Золото                     | Серебро                  | Бронза                |
| 1964 Токио см. подробнее    | Ирина Пресс СССР           | Мэри Рэнд Великобритания | Галина Быстрова СССР  |
| 1968 Мехико см. подробнее   | Ингрид Беккер ФРГ          | Лиза Прокоп Австрия      | Аннамария Тот Венгрия |
| 1972 Мюнхен см. подробнее   | Мэри Петерс Великобритания | Хейде Розендаль ФРГ      | Бурглинде Поллак ГДР  |
| 1976 Монреаль см. подробнее | Зигрун Зигль ГДР           | Кристин Лазер ГДР        | Бурглинде Поллак ГДР  |
| 1980 Москва см. подробнее   | Надежда Ткаченко СССР      | Ольга Рукавишникова СССР | Ольга Курагина СССР   |

### Комментарии
1. 1 2 3 4 5  5 октября 2007 года Марион Джонс призналась, что использовала запрещенные препараты для улучшения своих результатов. Она отказалась от 5 медалей Олимпийских игр 2000 года (золотые медали в беге на 100, 200 метров и эстафете 4×100 метров, бронзовые медали в эстафете 4×400 метров и прыжках в длину). 12 декабря 2007 года МОК официально лишил её наград[1].
2. ↑  После дисквалификации Марион Джонс, МОК решил не вручать золотую награду занявшей второе место Екатерине Тану, так как она пропустила несколько допинг-тестов в 2004 году, на второе место была передвинута ямайская спортсменка Тейна Лоуренс, а бронзовым призёром стала, занявшая в забеге четвёртое место Мерлин Отти[2].
3. ↑  Российская бегунья Мария Савинова, ставшая чемпионкой игр, была признана виновной в нарушении антидопинговых правил в период с 26 июля 2010 по 19 августа 2013 года, все её результаты за этот период были аннулированы, а сама спортсменка дисквалифицирована на 4 года[3]. 9 ноября 2015, WADA опубликовало независимый отчёт, в котором Екатерина Поистогова фигурировала в числе нарушителей антидопинговых правил[4]. WADA потребовало пожизненно дисквалифицировать спортсменку, но спортивный арбитражный суд не нашел доказательств нарушения антидопинговых правил спортсменкой[5]. Вскоре произошло перераспределение медалей, чемпионкой игр стала Кастер Семеня[6].
4. ↑  В августе 2015 года решением Спортивного арбитражного суда (CAS) в Лозанне, турецкая спортсменка Аслы Алптекин была лишена полученных ею наград в период с 29 июля 2010 года по 2015 год, в том числе золотой медали Олимпийских игр 2012 года[7]. В марте 2017 года была дисквалифицирована еще одна турецкая спортсменка Гамзе Булут, ставшая второй в забеге[8]. МОК перераспределил медали[9]. В 2024 году серебряной медали была лишена Татьяна Томашова.
5. 1 2  Эльван Абейлегессе из Турции была лишена серебряных медалей на дистанциях 5000 и 10 000 метров, после сдачи положительного допинг-теста на чемпионате мира по лёгкой атлетике 2007 года. Участники забегов были подняты на одну позицию вверх[10].
6. ↑  Бронзовый призёр Екатерина Волкова балы дисквалифицирована после сдачи положительной допинг-пробы[11]. После перераспределения медали, бронзовым призёром стала Татьяна Петрова[12].
7. ↑  В январе 2015 года российская спортсменка Юлия Зарипова, ставшая первой, была дисквалифицирована из-за нарушения антидопинговых правил[13][14]. Вскоре МОК перераспределил медали[15].
8. 1 2  10 апреля 2008 года, в связи с дисквалификацией Марион Джонс МОК дисквалифицировал участниц сборной США и потребовал вернуть медали Игр[16]. Американские бегуньи обратились в CAS и 16 июля суд вынес решение в пользу спортсменок, вскоре медали были восстановлены[17].
9. ↑  Чемпион игр команда из России была дисквалифицирована, после сдачи положительной допинг-пробы Юлии Чермошанской[18]. После перераспределения медалей, золото отошло Бельгии, серебро — Нигерии, бронза — Бразилии[19].
10. ↑  Команда из России, стала серебряным призёром, а команда Республики Беларусь стала четвёртой, но обе команды были дисквалифицированы из-за сдачи положительных допинг-проб Анастасии Капачинской и Татьяны Фировой в случае России и Светланы Усович в случае Беларуси[20][21][22]. После перераспределения медалей, серебро отошло команде Ямайки, а бронза Великобритании.
11. ↑  В феврале 2017 года МОК дисквалифицировал российскую легкоатлетку Антонину Кривошапку после перепроверки допинг-пробы сданной на Олимпийских играх 2012 года и обнаружение в ней запрещенного вещества[23]. Сборная России была лишена серебряной медали[24].
12. ↑  В марте 2016 года решением Спортивного арбитражного суда (CAS) в Лозанне все результаты Ольги Каниськиной с 5 августа 2009 года по 15 октября 2012 года были аннулированы, в том числе результат показанный на Олимпийских играх, где спортсменка стала серебряным призёром[25]. Вскоре произошло перераспределение наград[26]. Позднее была дисквалифицированы россиянки Елена Лашманова (изначально второе место) и Анися Кирдяпкина (изначально пятое место), в результате все три медали перешли в китайским легкоатлеткам
13. ↑  Татьяна Лебедева была лишена серебряной медали, после перепроверки допинг-пробы Игр 2008 года и обнаружения в ней запрещённого вещества[27].
14. ↑  Бронзовый призёр Хрисопия Деветци была дисквалифицирована после повторной проверки допинг-пробы и обнаружения в ней запрещенного вещества[28]. Серебряный призёр Татьяна Лебедева также была лишена медали, после перепроверки допинг-пробы и обнаружения в ней запрещённого вещества[27].
15. ↑  Официальный отчёт ошибочно утверждает, что Пантелимон заняла 4 место, несмотря на то, что у нее идентичный результат с Кайсой Бергквист.
16. ↑  Бронзовая медалистка Игр Анна Чичерова была лишена медали после сдачи положительной допинг-пробы на Играх[30]. Елена Слесаренко и Вита Паламар, ставшие 4-й и 5-й, также были дисквалифицированы за употребление запрещённых препаратов[28]. После перераспределения медали, бронзовым призёром стала Шанте Ховард, изначально занимавшая 6-е место.
17. ↑  1 февраля 2019 года российская легкоатлетка, бронзовый призёр Игр Светлана Школина была лишена медали решением Спортивного арбитражного суда[31]
18. ↑  Российская спортсменка Ирина Коржаненко, победившая в соревнованиях с результатом 21,06 м была дисквалифицирована, допинг-проба дала положительный результат на станозолол[32]. Другая российская спортсменка - Светлана Кривелёва, была лишена бронзовой после обнаружения в крови оксандролона[33].. Медали были перераспределены[34].
19. ↑  Серебряный призёр Наталья Михневич и бронзовый призёр Надежда Остапчук, были лишены медалей после повторного тестирования допинг-проб с Игр 2008 года и обнаружения в них запрещенного вещества[22]. После дисквалификации спортсменок, прошло перераспределение медалей.
20. ↑  13 августа 2012 года, МОК дисквалифицировал чемпионку игр, белорусскую спортсменку Надежду Остапчук после сдачи положительного допинг-теста на анаболический стероид метенолон. В результате серебряному призёру соревнований, новозеландской легкоатлетке Валери Адамс перешла золотая медаль. Евгении Колодко и Гун Лицзяо перешли серебряная и бронзовые медали соответственно. 20 августа 2016 Евгения Колодко также была дисквалифицирована МОК, после чего опять произошло перераспределения наград[36][37].
21. ↑  В декабре 2012 года белорусская спортсменка, Ирина Ятченко, была лишена бронзовой медали из-за применения запрещённого препарата метандиенона[33].
22. ↑  После перепроверки допинг-пробы серебряного призёра, кубинской спортсменки Ярелис Барриос и обнаружения в ней запрещенного вещества, легкоатлетка была дисквалифицирована[38].
23. ↑  1 мая 2013 года, МОК подтвердил, что российская спортсменка Дарья Пищальникова была дисквалифицирована после сдачи положительной допинг-пробы на оксандролон[39]. В 2015 году произошло перераспределение медалей[40].
24. ↑  Серебряный призёр Мария Абакумова после сдачи положительной допинг-пробы была дисквалифицирована[41]. После перераспределения медалей, серебряным призёром стала Кристина Обергфёлль, а бронзовым британская легкоатлетка Голди Сэйерс[42]
25. ↑  Чемпионка игр Оксана Менькова после перепроверки допинг-проб и обнаружения в них запрещенных веществ была дисквалифицирована[22].
26. ↑  Чемпионка игр, российская легкоатлетка Татьяна Лысенко была дисквалифицирована после перепроверки допинг-пробы сданной на Олимпийских играх 2012 года и обнаружение в ней следов запрещенного вещества туринабола[43]. Медали были перераспределены[44].
27. ↑  Людмила Блонская ставшая второй, была дисквалифицирована после обнаружения в допинг-пробе запрещенного вещества метилтестостерона[45]. После перераспределения медалей серебро отошло Хайлис Фонтейн, а бронза Татьяне Черновой. Вскоре Чернова сама была дисквалифицирована, после перепроверки допинг-пробы и обнаружения запрещенного вещества[46].
28. ↑  В ноябре 2016 года решением Спортивного арбитражного суда была дисквалифицирована российская легкоатлетка Татьяна Чернова, показавшая третий результат на соревнованиях[47]. Бронзовая медаль перешла литовской легкоатлетке Аустре Скуйите[48].